# Matthias Schorn

Matthias Schorn bei den Festspielen Mecklenburg-Vorpommern 2009

Matthias Schorn (* 3. November 1982 in Bad Vigaun) ist ein österreichischer Klarinettist aus dem Salzburger Land.

## Laufbahn
Seinen ersten Klarinettenunterricht bekam Matthias Schorn im Alter von acht Jahren, drei Jahre später wurde er Schüler der Musikschule Hallein. Als 16-Jährigen zog es ihn in die Hauptstadt Wien, wo er ab 1999 das Konzertfach Klarinette an der Universität für Musik und darstellende Kunst Wien bei Johann Hindler studierte, und er besuchte mehrere Meisterkurse u. a. in Wien und Salzburg.
Sein erstes Engagement als Klarinettist hatte Matthias Schorn in den Jahren 2004 und 2005 beim Radio-Symphonieorchester Wien. Von 2005 bis 2007 spielte er als 1. Solo-Klarinettist beim Deutschen Symphonie-Orchester Berlin. Im Jahr 2007 gewann er das Vorspiel für die Stelle als Solo-Klarinettist bei den Münchner Philharmonikern, doch schon kurz darauf gewann er außerdem ein weiteres Vorspiel an der Wiener Staatsoper/Wiener Philharmoniker, wo er seit September 2007 als Solo-Klarinettist engagiert ist. Darüber hinaus wird er regelmäßig als Substitut für die Solo-Klarinette von den Berliner Philharmonikern, der Sächsischen Staatskapelle Dresden, dem Bayerischen Staatsorchester München, der Camerata Salzburg sowie dem Wiener Kammerorchester eingeladen.

## Aktivitäten
Neben seiner Orchestertätigkeit und zahlreichen Auftritten als Solist bei verschiedenen nationalen und internationalen Festivals und Konzerten engagiert sich Matthias Schorn noch auf weiteren musikalischen Feldern. So hat er im Jahre 2003 die Blaskapelle MaChlast mitgegründet, eine aus 14 jungen Orchestermusikern und Musiklehrern bestehende volkstümliche Musikgruppe, die es sich zum Ziel gesetzt hat, „eine eigene, ganz speziell österreichische Idee von Volks- bzw. Blasmusik zu verwirklichen“. In zahlreichen Gastspielen in Österreich, Deutschland, den Niederlanden, der Slowakei, Italien und der Schweiz sowie Radio- und Fernsehaufzeichnungen konnte sich MaChlast bereits erfolgreich präsentieren und seither schon drei CDs veröffentlichen.
Im Jahre 2004 gründete Matthias Schorn außerdem das Trio Marc Chagall, in welchem er sich zusammen mit den beiden jungen österreichischen Musikern Maria Grün am Cello und Nikolaus Wagner am Klavier der Kammermusik widmet. Im Jahre 2005 brachte das Trio Marc Chagall mit Spread Your Wings eine erste eigene CD mit Werken von Michail Glinka, Joseph Dorfman und Johannes Brahms heraus. Auf der Suche nach seinem eigenen Musizierideal gründete er überdies sein eigenes Festival PalmKlang in Oberalm (Salzburg).
Des Weiteren lehrt Matthias Schorn seit dem Jahre 2007 das Fach Klarinette an der Konservatorium Wien Privatuniversität und hält Meisterkurse an bedeutenden Institutionen wie der Universität Mozarteum Salzburg oder der University of California Santa Barbara. Seit 2009 tritt er zusammen mit drei weiteren Musikern in der gemeinsamen Band Faltenradio auf, die dem Publikum Musik verschiedener Stilrichtungen präsentiert.
Für die Saison 2013 wurde er zum Preisträger in Residence der Festspiele Mecklenburg-Vorpommern ernannt.
Matthias Schorn ist künstlerischer Leiter der Original Woodstock Musikanten.

## Auszeichnungen
- 2002 Preisträger beim Linzer „Gradus ad Parnassum“
- 2004 Preisträger mit dem Trio Marc Chagall beim Johannes-Brahms-Wettbewerb Pörtschach
- 2005 Solistenpreis der Festspiele Mecklenburg-Vorpommern

## Diskografie
- 2005 MaChlast: 0014
- 2005 Trio Marc Chagall: Spread Your Wings (Preiser Records)
- 2006 MaChlast: Mostdipfmarsch
- 2008 MaChlast: selbstbrennt
- 2011 Faltenradio: Faltenradio (auch als Konzertmitschnitt auf DVD)
- 2011 MaChlast: Doppeltbrennt
- 2013 Klarinettenkonzert von Mozart
- 2013 Klarinettenquintette (Mozart, Brahms, Sulzer)
- 2013 Born to be Schorn (Ersteinspielungen von für Schorn geschriebenen Stücken)
- 2014 Klarinettenkonzert und -quintett von Mozart
- 2014 Faltenradio: Zoo (Konzertmitschnitt)